# Nearcha dasyzona
Nearcha dasyzona är en fjärilsart som beskrevs av Oswald Beltram Lower 1903. Nearcha dasyzona ingår i släktet Nearcha och familjen mätare. Inga underarter finns listade i Catalogue of Life.

## Bildgalleri

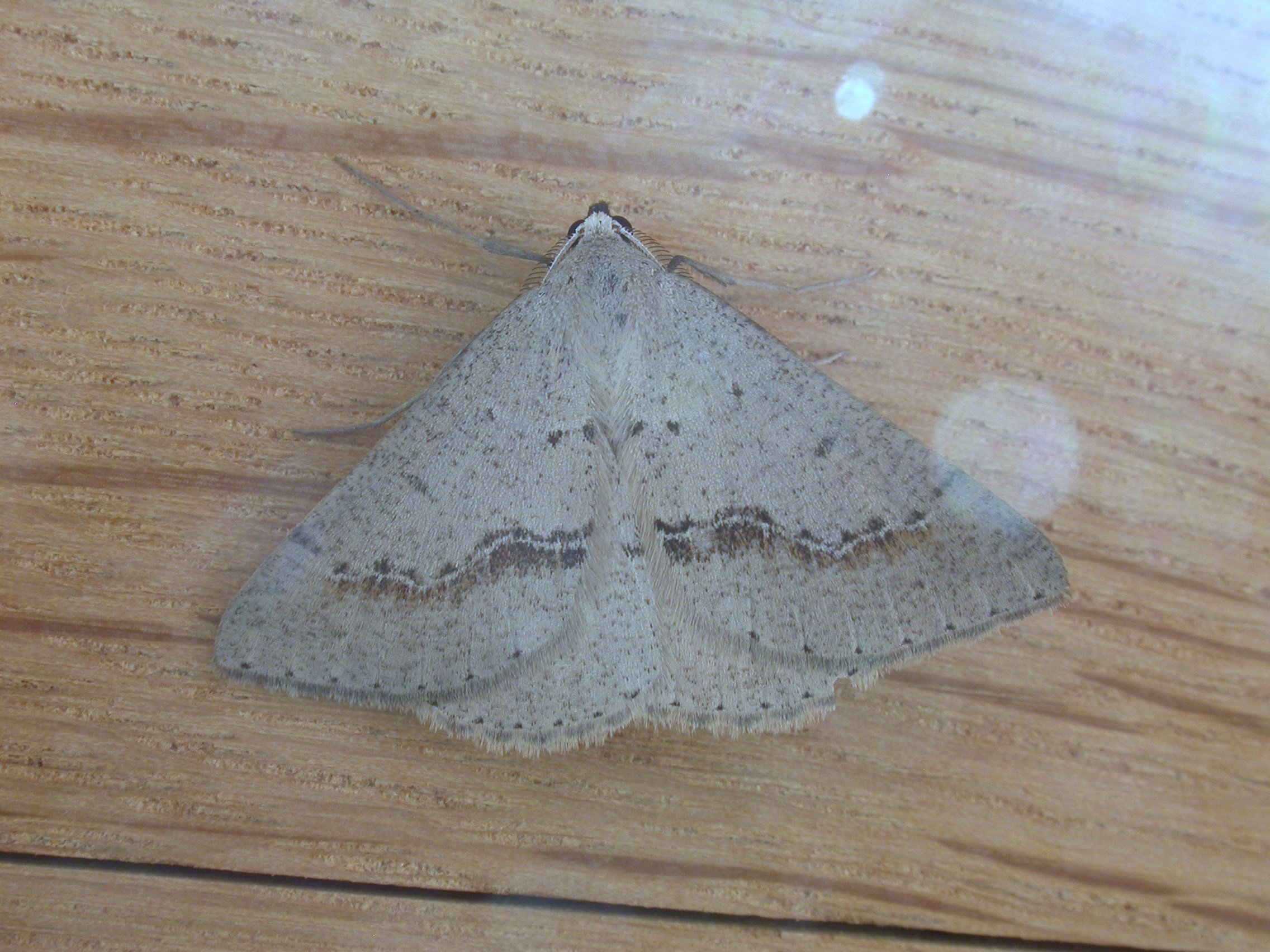